# Saint-Nazaire-de-Valentane
Saint-Nazaire-de-Valentane é uma comuna francesa na região administrativa de Occitânia, no departamento de Tarn-et-Garonne. Estende-se por uma área de 17,44 km². Em 2010 a comuna tinha 340 habitantes (densidade: 19,5 hab./km²).